# Румиод (Долина Аосте)
Румиод је насеље у Италији у округу Долина Аосте, региону Долина Аосте.
Према процени из 2011. у насељу је живело 30 становника. Насеље се налази на надморској висини од 1254 м.